# Iced Earth
Iced Earth es una banda de heavy metal fundada en la ciudad de Tampa, Florida, Estados Unidos en 1985. A pesar de sus constantes cambios de formación, su guitarrista y líder Jon Schaffer se ha mantenido como el único miembro original del grupo.
Han lanzado a la venta doce álbumes de estudio, uno en vivo, dos DVD de recitales y seis EP. Además, han participado cuatro veces en el festival Wacken Open Air.
Si bien se la describe como una banda de heavy metal, power metal y metal progresivo, según el propio Schaffer son una banda de "metal, con variaciones desde Pink Floyd hasta Slayer".

## Historia

### Formación y primeros años

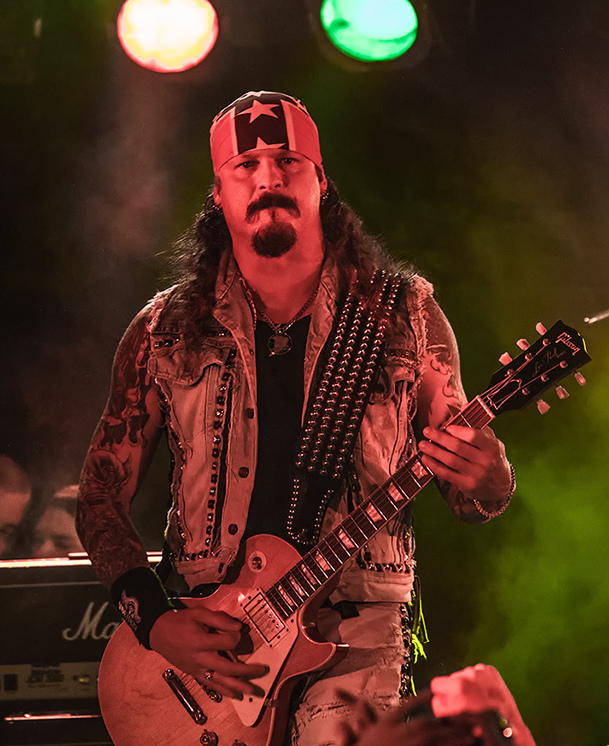
Jon Schaffer en 2012.

La figura central, el guitarrista y compositor Jon Schaffer mientras vivía en Columbus, Indiana formó una banda con el nombre de "The Rose", y más tarde, cuando pasó a vivir a Tampa, Florida, formó una banda con el nombre de "Purgatory". Con el segundo nombre, la banda grabó el demo Psychotic Dreams en 1985.
Ya asentado en Florida, en 1988, Jon forma Iced Earth, nombre que tomó en honor a un amigo suyo quien murió en un accidente de moto.
Con el actual nombre, la banda grabó su primer demo titulado Enter The Realm que contó con una duración de 21 minutos. La banda ya contaba con Gene Adam como vocalista, Randy Shawver en guitarras y Dave Abell en el bajo. A su vez, también fue la única participación de Greg Seymour en las percusiones. Este demo vendió 1 000 copias, lo cual llamó la atención a la discográfica Century Media.

### Primeros dos discos y descanso
El debut de la banda se produjo en 1990, cuando bajo el sello alemán Century Media lanzaron Iced Earth. Para este primer álbum, a la banda ingresó Mike McGill en las percusiones. Fue grabado en Tampa y masterizado en Miami, producido por Tom Morris y Jon Schaffer.
Este primer material tiene tintes entre speed metal y power metal, según Schaffer, se asemeja más al segundo género.
Al año siguiente comienzan una gira por Europa siendo banda soporte de Blind Guardian, gracias a la cual nace la amistad entre el cantante de la banda alemana Hansi Kürsch y Jon Schaffer.[cita requerida]
En 1991 se produce el primer cambio de formación, entra John Greely en voces, reemplazando a Gene Adam y Richey Secchiari en batería por Mike McGill. Años más tarde, saldrían a la luz declaraciones de Gene comentando como fue el trabajar con Schaffer en esos primeros años, alegando que desde el comienzo Schaffer se adueñó de la dirección artística del grupo.

There is no working with Jon, you work for him ...
I was never given the opportunity to showcase my writing ability. Once we became ICED EARTH, Jon wrote everything.
No existe trabajar con Jon, uno trabaja para el...
 Nunca me dieron la oportunidad de demostrar mi habilidad escribiendo. Para cuando nos convertimos en ICED EARTH, Jon escribió todo.
Declaraciones de Gene Adam a blabbermouth.net

En noviembre de ese año lanzan su segundo disco, Night of the Stormrider, disco conceptual que cuenta la historia de un hombre que ha sido traicionado por su religión. Este segundo disco contiene el primer tema cantado en su totalidad por Jon Schaffer, «Stormrider». Grabado en los mismos estudios que Iced Earth y mezclado por Tom Morris, este disco se caracteriza por ser más progresivo que el anterior. Al igual que el anterior, tuvo mayor repercusión en Europa respecto de Estados Unidos.
Tras estos dos primeros discos y giras la banda decide tomarse tres años de descanso, los cuales desencadenaron en la partida de algunos miembros del grupo.

### Ingreso de Matt Barlow y crecimiento

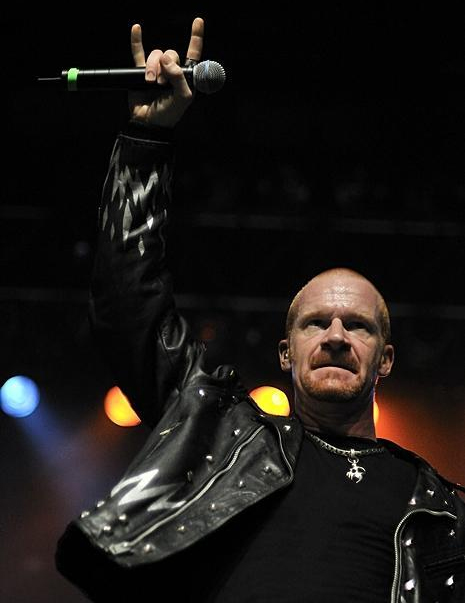
Matt Barlow ingresó en 1995 y grabó 5 discos de estudio.

En 1995 se produce uno de los mayores cambios para la banda, ingresa Matt Barlow, vocalista que le serviría para que Iced logre un mayor nivel de notoriedad en la escena. También ingresa Rodney Beasley en la batería.
Ese año sale a la venta Burnt Offerings cuyo título hace referencia a los problemas que la banda tuvo durante el anterior período. Es considerado como el disco más "pesado" de la banda, con una voz mezcla entre los principios de James Hetfield o de Rob Halford y ritmos pesados de guitarra que según el propio Schaffer se deben a su frustración con la industria musical.
En este disco también aparece «Dante's Inferno», canción más larga de la banda, con 16 minutos, que relata la historia de Dante Alighieri a través del infierno y fue basado en el poema épico Divina Comedia.
Posteriormente se lanza The Dark Saga, el segundo disco conceptual de la banda, esta vez basado en el cómic de Todd McFarlane, Spawn. Este álbum tiene un menor nivel de composición musical, sin embargo, la adaptación de la historia se destaca. A pesar de ello, fue considerado de menor nivel comparado con anteriores obras.
La idea del disco nace a partir de un encuentro entre Todd McFarlane y Jon Schaffer en Atlanta, Georgia, en el cual el guitarrista le plantea la posibilidad de escribir música para la serie televisiva del cómic. Luego se plantea el realizar una portada para un disco, y más tarde, Jon decide escribir el disco sobre el cómic del artista. Se decide realizar el disco debido a la idea que le dejó McFarlane en su lucha por progresar como artista a pesar de los intereses de las grandes compañías de arte gráfico. También menciona que, a pesar de ser "bastante oscuro" en su música, se compuso durante una época mejor que las anteriores y es por ello que las canciones son menos "agresivas".

When we knew we were going to get some artwork I was going to help spread the word of Spawn to the places that we are popular around the world and he can help us over here in the States.
Cuando supimos que íbamos a tener el arte de portada decidí ayudar a difundir a Spawn en los lugares donde nosotros somos conocidos y también podía ayudarnos aquí, en América.
Jon Schaffer

En 1997 editaron un disco de éxitos y rarezas llamado Days of Purgatory, álbum recopilatorio de viejo material grabado nuevamente y reconstruido. Incluye entre otras cosas, canciones del primer demo, Enter the Realm. En la formación, hubo nuevamente cambio ya que se fueron Mark Prator en batería y Dave Abell en bajo y fueron reemplazados por Brent Smedley y James MacDonough respectivamente.

the idea to use the word purgatory in the title...works for two reasons.
 1.) It was the original name of the band from 1984-1989.
 2.) It also symbolizes the many years of "suffering" and "paying dues" we have endured to get where we are now.
la idea de usar la palabra "purgatorio" en el título se debe a dos razones.
 1) Era el nombre original de la banda entre 1984 y 1989.
 2) también simboliza todos los años de "sufrimiento" y "pago de deudas" que tuvimos que pasar para llegar hasta aquí.
Jon Schaffer

Esa serie de éxitos los llevó a participar en los escenarios más importantes de Europa, entre ellos el festival italiano Gods of Metal de 1998, el Dynamo Festival neerlandés y por primera vez el festival alemán Wacken Open Air.

### Comienzo de la saga Something Wicked
Tras la grabación de Days of Purgatory el baterista Brent Smedley y el guitarrista Randy Shawver dejaron la banda quedando la formación integrada solamente por Jon Schaffer, Matt Barlow y James MacDonough.
En 1998 comienza lo que sería la historia conceptual más profunda y larga de la banda. Ideada por el propio Schaffer, la saga Something Wicked empieza con las últimas tres canciones del disco lanzado por la banda ese mismo año, Something Wicked This Way Comes.
Este disco contiene variado tipo de canciones, como «Watching Over Me», canción acústica la cual está dedicada al amigo de Schaffer que falleció en un accidente de motocicleta. También están «Burning Times», canción completamente heavy metal o «Disciples of the Lie» canción de connotación bastante oscura. El disco termina con la trilogía que da comienzo a la saga, «Prophecy», «Birth of the Wicked» y «The Coming Curse».
La idea principal de Schaffer era grabar un álbum completamente conceptual, sin embargo, y como muchas canciones ya habían sido escritas antes de comenzar el disco, se decidió tan solo incluir tres canciones conectadas bajo un mismo hilo de historia.

I had written some material after The Dark Saga sessions and that was about a year and a half ago, and then we decided that they were cool tunes that stood on their own and not with the story. So what we did was include the first ten songs that stand alone by themselves on the record and then have the three-song trilogy at the end of the record. The idea was to give the listener a sort of prelude to the next record, stemming from the three-song trilogy on this LP. The next LP will be a full-concept record based on that story, Something Wicked.
Había escrito algo de material antes de las sesiones de The Dark Saga y fue hace como un año y medio, y decidimos que era un buen material pero no iba con la historia. Así que lo que hicimos fue incluir las primeras diez canciones individuales y dejar las últimas tres al final del disco. La idea es de dar al oyente una especie de preludio para el próximo disco. El próximo disco será completamente conceptual y va a estar basado en esa historia, "Something Wicked".
Jon Schaffer

Como varios artistas se habían ido de la banda oficialmente para este disco, se decidió contratar reemplazos, entre ellos, Mark Prator en la batería, que estuvo en The Dark Saga y Larry Tarnowski en guitarra haciendo su primera participación.

### Alive in Athens: primer disco en vivo
En 1999 se produce un hecho importante en la historia de la banda, graban su primer álbum en vivo. Grabado en dos días y ante entradas agotadas, Iced Earth logra un disco triple. El 23 y el 24 de enero en el "Rondon Club" de Atenas y ante aproximadamente 2 000 personas por noche el espectáculo también formó un DVD lanzado a la venta en el 2006. Con una duración total de 3 horas, el disco además tiene el retorno de Brent Smedley a la batería y la participación de Rick Risberg en teclado.
El disco fue seguido por el lanzamiento de un nuevo EP The Melancholy EP, que contiene tres canciones de Iced Earth grabadas en estudio, una canción en vivo grabada durante el concierto de Atenas que no figuró en el disco y tres covers de Black Sabbath, Judas Priest y Bad Company. En el 2000 participan por segunda vez en el festival Wacken.
Tres años más tarde, en 2001 lanzan otro disco conceptual, el tercero. Este álbum, titulado Horror Show, contó con Steve DiGiorgio, bajista de Death, Testament y Sadus entre otros, en su primera participación, y única hasta la fecha y además fue el primero para el baterista Richard Christy que partició en bandas como Control Denied, Death e Incantation.
El álbum inspirado en historias y cuentos de terror como las canciones «Wolf» que se inspira en los hombres lobos, «Jekyll & Hyde» inspirado en El extraño caso del doctor Jekyll y el señor Hyde o «Dracula» inspirada en la novela homónima de Bram Sroker.
Tras la salida de este álbum se comercializaron nuevamente los tres primeros álbumes de la banda cantados por Barlow y también Tribute to the Gods, álbum tributo de covers de otras bandas que influenciaron al grupo como Kiss, Iron Maiden, Black Sabbath, AC/DC o Judas Priest entre otras. Además, salió al mercado el box set Dark Genesis, el cual contiene los tres primeros discos regrabados, Tribute to the Gods y una regrabación del demo Enter the Realm todos juntos y con las nuevas portadas.

### Salida de Barlow, comienzo de Owens
In December of last year, prior to ICED EARTH signing a new record deal, Jon and I had a sit-down concerning what I felt was best for my future and the future of ICED EARTH. I told him that my heart was no longer into performing music and I intended to stand down from my position in the band in pursuit of what I felt would be a more satisfying career and consequently a more fulfilled life.
En diciembre del año pasado (2002), antes de que Iced Earth firmase los nuevos contratos de grabación, Jon y yo nos juntamos y hablamos sobre lo que sentía sería mejor para mi futuro y el futuro de Iced Earth. Le comenté que mi corazón ya no estaba con actuar y realizar música y mi intención de abandonar la banda para seguir con lo que siento sería una más gratificante carrera y consecuentemente una vida más llena.
Matt Barlow

Posteriormente al atentado terrorista del 11 de septiembre, Matt Barlow abandona la banda en el 2003 con el objetivo de salir del mundo de la música para comenzar su carrera como oficial de policía.

The events of 9-11 have affected us all in very different ways. I think it made most people step back, take a look at their lives and change their priorities. I certainly did and so did most of the people I know.
Los eventos del 9-11 nos han afectado a todos en maneras muy distintas. Creo que le han hecho replantearse las cosas a mucha gente, de dar un paso al costado y rever sus vidas y cambiar sus prioridades. Lo han hecho con muchas personas que conozco.
Jon Schaffer

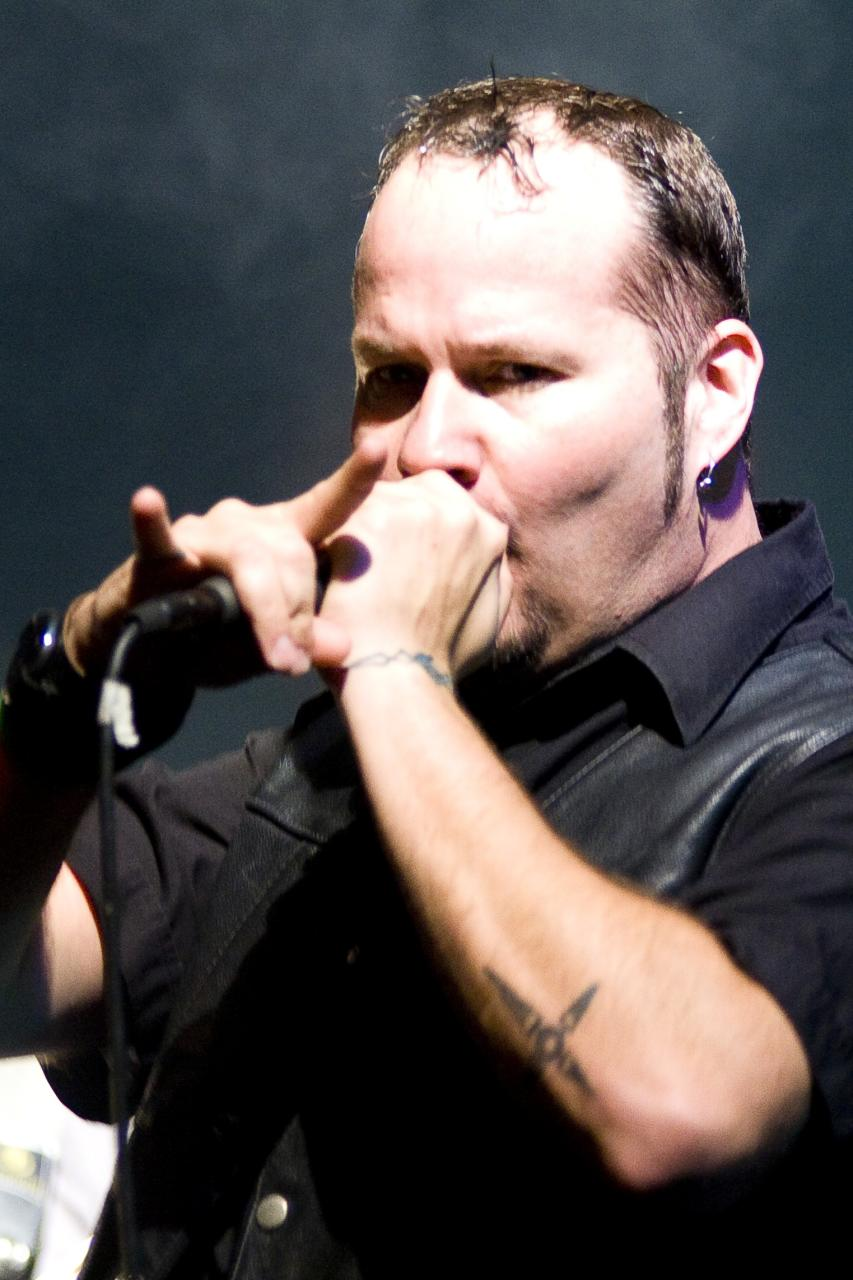
Tras la salida de Barlow ingresó Tim Owens.

Ante esta partida, la banda decide contratar a Tim "Ripper" Owens que venía de participar en Judas Priest. En palabras del mismo Owens, su participación en un comienzo era como "músico invitado", pero más tarde se unió definitivamente a la banda.
En el 2003 se produjo un cambio de discográfica, dejando atrás Century Media Records y pasando a SPV/Steamhammer Records. Con Owens en la banda graban y lanzan al mercado su segundo EP titulado The Reckoning el cual se lanza al mercado debido a que al retirarse Barlow, el siguiente disco se atrasó porque debían regrabar las voces con el nuevo cantante. Este EP además contiene una versión acústica de una canción del próximo disco.
El séptimo álbum de Iced Earth sale al mercado en el 2004. Titulado The Glorious Burden es un disco basado en gran parte, en la historia estadounidense, y con canciones de historia mundial, siendo el primero de la banda que deja de lado los temas fantasiosos para centrarse en hechos que realmente sucedieron. Sin embargo, el estilo musical sigue siendo el mismo debido a que la mayoría de las canciones relatan batallas bélicas o tragedias. Para finalizar el álbum se encuentra el segundo disco, el cual son 32 minutos, que más tarde saldrían a la venta como un DVD, que relatan la batalla de Gettysburg en 1863.
Luego de este disco se lanzaron varias ediciones recopilatorias como The Blessed and the Damned (lanzado por Century Media Records), disco doble recopilatorio, el DVD antes mencionado Gettysburg (1863) y otro DVD, esta vez, Alive in Athens, que fue un trabajo lanzado también por Century Media y que no cayó muy bien a Schaffer.

I want you all to be aware of what it is that they (Century Media) are releasing. This is a very low-budget, badly edited video of an amazing concert and an awesome period in the history of Iced Earth.
 They promised me that they are going to keep the price down and that they are not going to market it as something it's not. But I feel it's my responsibility to let you know the reality of the situation.
Quiero que todos estén advertidos de lo que ellos (Century Media) esta lanzando. Esto es un material de muy mala calidad, un video mal editado de un increíble espectáculo y un increíble período en la historia de Iced Earth.
 Ellos me prometieron que van a mantener el precio bajo y no van a vender algo como lo que no es. Pero siento que es mi responsabilidad el decirles la realidad de la situación.
Jon Schaffer

La banda entró nuevamente a estudios para grabar la segunda parte de la historia conceptual creada por Schaffer, la saga "Something Wicked", a fines del 2006 y comienzos del 2007, con Schaffer y Owens a la cabeza, acompañados por Brent Smedley en batería, retornando tras haber grabado en 1999 The Melancholy EP. El mismo Schaffer además tocó las pistas del bajo.

All of this and ‘Framing Armageddon-(Something Wicked Part I)’ were written all at the same time. I started in February 2006. I started cutting drum tracks a year later in February ‘07 and then we recorded about 35 songs right at that same time. So the music for this has been finished for a year. 
It’s all one story so it was all created at the same
Todo esto y Framing Armageddon: Something Wicked Part 1 fue escrito al mismo tiempo. Comencé en febrero del 2006. Empecé haciendo las baterías un año más tarde en febrero del 2007 y luego grabamos algo así como 35 canciones al mismo tiempo. Así que la música para este estaba terminada hace un año.
Es todo una misma historia por eso fue creado al mismo tiempo.
Jon Schaffer

La primera entrega fue un nuevo EP, el tercero de la banda, el cual contiene un tema del nuevo disco y la regrabación de los últimos tres de Something Wicked This Way Comes. Overture of the Wicked salió a la venta el 4 y 5 de junio de 2007.

Because it's what the story is about, the next two records are about. So Jon wanted to just re-release that, put that out there so that people kind of start getting familiar with it again. I mean, he wouldn't have done anything else, it just fit what we were doing and since the album was coming out, he thought while we're here let's do the "Something Wicked Trilogy", re-record it. Start the story off again; familiarize people before a couple of times.
Porque es de lo que se trata la historia, de lo que se tratarán los siguientes dos discos. Así que Jon quería que se vuelva a lanzar eso, así la gente puede comenzar a familiarizarse nuevamente con esto. Me refiero, el no hubiese hecho otra cosa, encaja en lo que venimos haciendo desde que el álbum saldría a la venta, el pensó que mientras nosotros estuviésemos aquí, re grabásemos la "Something Wicked Trilogy"  Comenzar nuevamente la historia, familiarizar a la gente un poco antes.
Tim Owens

Tras esto se sumó Troy Seele como guitarrista para el siguiente álbum, Framing Armageddon: Something Wicked Part 1. Este álbum vino de la mano de un video musical para la canción «Ten Thousand Strong» como presentación del disco.

I wanted to create an album where the tracks could also stand alone. I hope that the fans will really sit down and read the lyrics and look at the artwork while they’re listening to it, but that’s not always the reality. Every song has to be an ICED EARTH track that you can listen to in your car and just enjoy the music. The music evokes the emotion.
Quería crear un álbum donde las canciones además pudiesen estar separadas. Espero que todos los fanáticos se sienten y lean la letra, que vean el trabajo artístico mientras escuchan el disco, pero eso no siempre sucede. Cada canción tiene que ser de Iced Earth y debes de poder escucharla en tu auto y disfrutar la música. La música evoca la emoción.
Jon Schaffer

### Segundo ciclo de Barlow
En diciembre del 2007 se anuncia la vuelta de Matt Barlow, tras un pedido de los fanáticos al propio Jon, quien, al enterarse de que Matt iba a comenzar nuevamente un proyecto musical, decidió llamarlo a Barlow. El ingreso de Matt a la banda desencadenó la salida de Tim Owens, la cual según sus propias palabras, no fue una salida manejada muy profesionalmente.

I completed the (HEAVEN AND HELL) tour [with ICED EARTH] and was getting ready to work on [ICED EARTH's forthcoming album 'Something Wicked Part II']. I was actually supposed to be in my car and leaving that night [from Tim's home in Ohio] and decided, since I didn't hear from Jon [Schaffer, ICED EARTH mainman], I would wait until the morning to leave to go his house [in Indiana] and work on it. And the time I was supposed to be already gone, I just happened to go on my computer to see if Jon e-mailed me about what time he wants me there tomorrow is when I got the e-mail saying I wasn't in the band.
Había completado la gira ("Heaven and Hell tour" con Iced Earth) y me estaba preparando para trabajar (en el siguiente álbum Something Wicked Part II). Se suponía que debía salir esa noche (de su casa en Ohio) y como no había tenido noticia de Jon (Schaffer) decidí pasar la noche en casa y salir al otro día (hacia Indiana). Para cuando me preparaba para salir, decidí ir a mi computadora y allí vi un e-mail de Jon sobre los horarios a los que se suponía debía que estar allí y fue en ese instante que recibí otro mail que me decía que ya no pertenecía a la banda.
Tim Owens

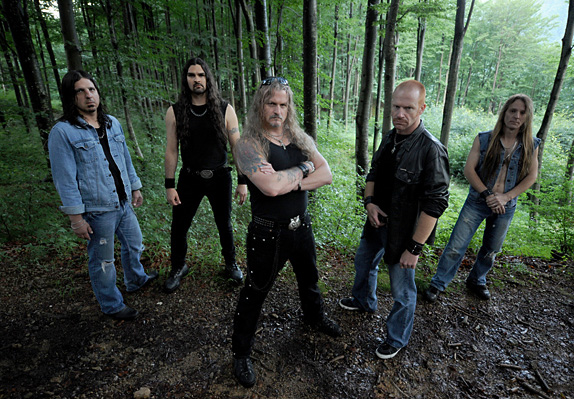
Iced Earth en el 2008.

En febrero del 2008 se inició la grabación del disco The Crucible of Man: Something Wicked Part II y el lanzamiento del EP I Walk Among You  con Barlow en voces. Este nuevo EP contiene tres canciones del anterior disco Framming Armageddon y además se grabó un video musical para la canción «I Walk Alone».
A pesar del cambio de vocalista, esto no influyó en el disco, ya que la idea había sido escrita antes del lanzamiento del anterior álbum, sin embargo, si contribuyó en la escritura de las canciones «Minions of the Watch», «Crucify the King», «Sacrificial Kingdoms» y «Something Wicked (Part 3)».
Durante la gira europea del 2011 se dio a conocer la segunda salida de Barlow del grupo, quien alego que deseaba dedicarle más tiempo a su familia. Una de las últimas participaciones del vocalista fue en el CD/DVD Festivals of the Wicked filmado durante el festival "Rock Hard" en Alemania durante el 2008 y el "Slovenia's Metalcamp" del mismo año. Este DVD además posee la participación de Tim Owenns durante el Wacken Open Air del 2007 y fue lanzado a la venta por Century Media Records en el 2011.

### Llegada y ciclo de Stu Block

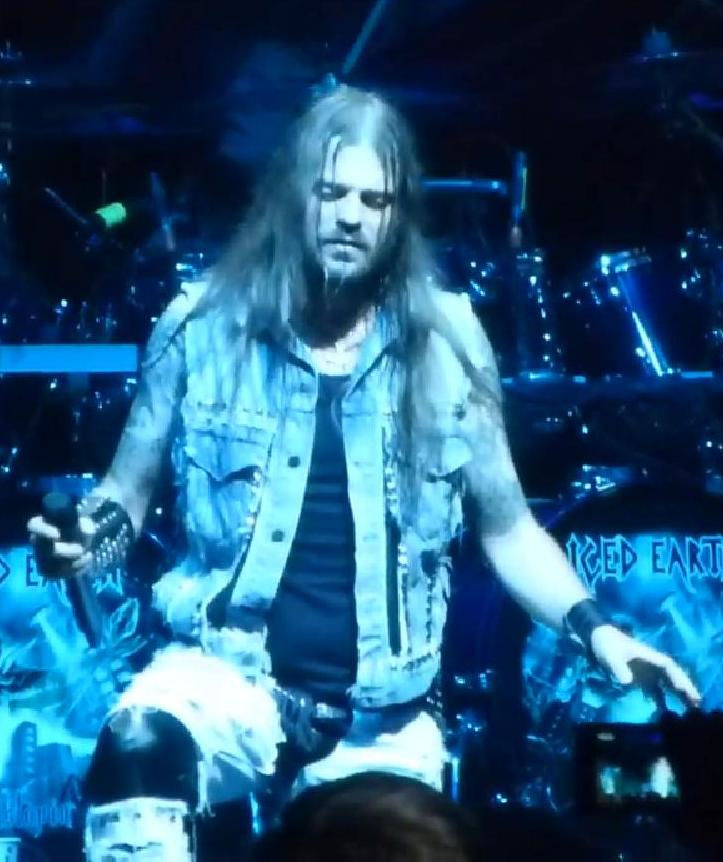
Stu Block, quinto cantante del grupo.

Durante el 2011 se da a conocer al nuevo vocalista del grupo, Stu Block, el cual venía de participar en dos álbumes de la banda canadienes Into Eternity. Sugerido por el CEO de Century Media, Schaffer recordó cuando los canadienses telonearon a Iced en el 2008.

Iced Earth was backstage waiting to go on.
We heard one of Stu’s incredible wails. I remember turning to Matt and saying, ‘Damn, that dude has serious range’.
Iced Earth estaba atrás del escenario esperando entrar.
Escuchamos uno de los increíbles gritos de Stu. Me acuerdo haberle comentado a Matt: "este tipo tiene un muy buen registro".
Jon Schaffer

Además de mencionar al nuevo vocalista, la banda dio a conocer que darían una nueva gira mundial, considerándola la más grande de Iced. La primera actuación de Stu Block fue la regrabación de «Dante's Inferno», la canción épica que relata el viaje de Dante a través de los nueve círculos del infierno que apareció por primera vez en Burnt Offerings.
Precedente al nuevo álbum, se lanzó al mercado el EP 5 songs con cinco canciones, tres grabadas en vivo durante el 2007 y dos pertenecientes al nuevo disco.
En ese año también sale a la venta el nuevo álbum de la banda, Dystopia, el cual fue muy bien recibido y vendió más de 6000 copias en los Estados Unidos y otros países como Alemania o Inglaterra durante su primera semana. Dystopia contiene trece canciones, de las cuales cuatro son "bonus tracks" (canciones bónus), además, dos canciones, «Dystopia» y «Tragedy and Triumph», pertenecen a la saga "Something Wicked", tres canciones están basadas en películas, «V» en V for Vendetta, «Dark City» en la película homónima y «Soylent Green», un bónus track, en Cuando el destino nos alcance. Otra canción destacable es «End of Innocence», escrita por Stu Block en dedicatoria a su madre en su lucha contra el cáncer.
Tras este álbum comenzó la gira "World Dystopia Tour" en Bochum, Alemania, el 30 de octubre del mismo año.

We're opening up a part of his voice and a style of singing that he didn't even really know he had. We're exploring this whole new range. And we're just getting started. I believe Stu will continue to grow and has the potential to grow into one of the greats, one of the guys that will go down in metal history. If he stays on this course, with the attitude that he has, his willingness to learn, and his passion, he's destined for really great things. I firmly believe that.
Estamos ayudándolo a descubrir un rango de voz que el ni siquiera sabía que tenía. Estamos explorando este nuevo rango. Y recién empezamos. Creo que Stu va a continuar creciendo y tiene el potencial para convertirse en uno de los grandes, uno de los hombres que quedarán en la historia del metal. Si el continúa por este camino, con esta actitud que posee, su deseo por aprender, y su pasión, esta destinado a grandes cosas. Lo creo muy firmemente.
Jon Schaffer

La gira además sirvió para que la banda gravase su segundo espectáculo, esta vez, en formato DVD. Grabado en Chipre, Live in Ancient Kourion posee veintisiete canciones, las cuales se comercializaron en un DVD, en formato Blue Ray y también como CD doble. También se vendió en formato LP en tres presentaciones.

Well, we wanted to film because we feel like this is a new beginning for Iced Earth with Stu coming into the band...
Anyway, a couple months go by and he sends me a photo of the Kourion theatre and says, ‘This is where you should do your DVD!’ I was really hooked into the idea instantly when I saw that.
Queríamos filmar porque sentíamos que es un nuevo comienzo para Iced Earth con Stu entrando a la banda...
Un par de meses pasaron y el me mando una foto del teatro Kourion y decía "Aquí es donde deberían hacer el DVD". Yo me quedé enganchado con la idea enseguida.
Jon Schaffer

En el 2013 sale a la venta un nuevo EP de la banda titulado The Plagues EP. El mismo contiene tres canciones nuevas, «Plagues of Babylon», «If I could see you» y «Peacemaker» y fue grabado y remixado en Alemania. También salió a la venta como vinilo color rojo.
El nuevo álbum, Plagues of Babylon salió a la venta a comienzos del 2014. Con 13 canciones, de las cuales la mitad corresponden a un mismo hilo conceptual, fue muy bien recibido, llegando incluso al puesto número 5 del ranking alemán, posición más alta alcanzada por la banda en su carrera.

We want to thank our German fans for the highest chart entry in the band’s history. Germany has always been special to us and it’s a great feeling to know how much you continue to support the band.
Queremos agradecer a nuestros fanáticos en Alemania por alcanzar la máxima posición en el ranking en la historia de la banda. Alemania siempre fue especial para nosotros y es muy agradable el saber como aún nos brindan su apoyo.
Jon Schaffer

De las trece canciones, once fueron escritas por el grupo, otra es un cover de «Highwayman», una canción escrita por Jimmy Webb y en la cual participaron artistas invitados como Michael Poulsen y Russel Allen y la última es una pista de audio de charla entre los integrantes. Otra participación importante fue la de Hansi Kürsch, vocalista de Blind Guardian que colaboró en «Among the Living Dead» como voz principal y en las demás en los coros. El disco fue grabado en los estudios "Principal Studios" en Senden, Alemania y masterizado en Berlín.

This album is a bit more epic compared to Dystopia. When I was working on the Dystopia stuff I just felt that was the way to go, and I don't think Plagues Of Babylon is far off from that.
Este álbum es un poco más épico comparado con Dystopia. Cuando trabajaba en el material de Dystopia sentí que este era el camino a seguir, y no creo que Plagues of Babylon este lejos.
Jon Schaffer

En agosto de 2016 Troy Seele deja de ser el guitarrista principal del grupo alegando asuntos personales y es reemplazado por Jake Dreyer, que había participado en bandas como Whiterfall, White Wizard y Kobra and the Lotus.
En mayo de 2017 tenían previsto lanzar un nuevo disco. Originalmente titulado The Judas Goat, posteriormente Jon Schaffer confirmó en una nota que la placa se titularía Incorruptible. Dentro de las canciones nuevas se encuentra «The Great Heathen Army», la cual salió como corte de difusión y fue interpretada en vivo en sus shows. Más tarde se confirmó como fecha de lanzamiento en junio del mismo año. El 16 de junio de 2017 fue lanzado a la venta al público en general. Cuenta con 10 canciones y una duración aproximada de 54 minutos.

### Arresto de Schaffer y salidas de Block, Appleton y Drayer
A inicios de enero de 2021, Schaffer apareció en la sección de los más buscados del FBI tras ser fotografiado como parte del asalto al Capitolio de los Estados Unidos. El 9 de enero, Block posteó un mensaje vía su cuenta personal de Instagram de parte del resto de los integrantes de la banda con respecto a la situación de Schaffer:
"Algunos de ustedes han estado preocupados por nuestro silencio, lo cual entendemos. Necesitamos algo de tiempo para procesar la información apropiadamente y encontrar algunos hechos antes de hacer una declaración. Primer y de antemano nosotros absolutamente NO incitamos ni apoyamos los actos de violencia en la cual los manifestantes se involucraron el 6 de Enero en el edificio del Capitolio de Estados Unidos. Esperamos que aquellos involucrados ese día sean traidos a la justicia para ser investigados y que respondan por sus acciones."
El 17 de enero, se anunció que Schaffer estaba en custodia del FBI, bajo seis cargos de felonía, tras entregarse a las autoridades. Iced Earth y Demons & Wizards fueron removidos del sello Century Media debido a esos eventos. El 15 de febrero de 2021, el vocalista Stu Block y el bajista Luke Appleton anunciaron sus renuncias a la banda como resultado del incidente. Ese mismo día, Jake Drayer también anunció su salida, declarando que se enfocaría en su banda Witherfall. Solamente Schaffer y el baterista Brent Smedley quedan.

## Miembros

### Miembros actuales
- Jon Schaffer - guitarras, voces, mandolina y teclados.
- Brent Smedley - batería

### Antiguos miembros
Voz:

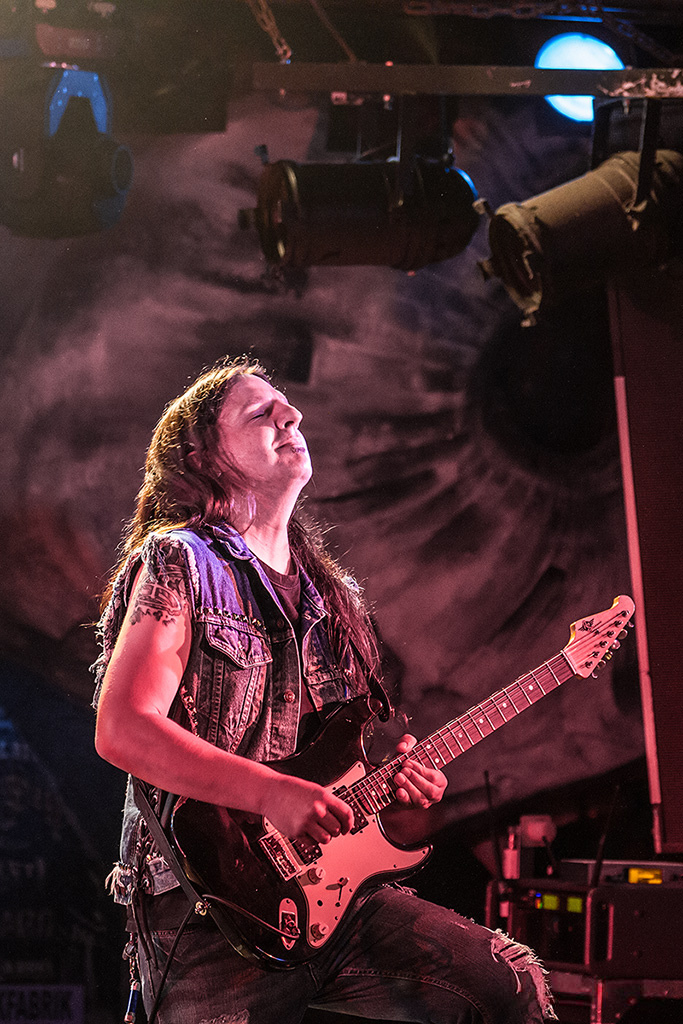
Troy Seele estuvo diez años como guitarrista.

- Stu Block - desde 2011 hasta 2021.
- Gene Adam desde 1985 hasta Iced Earth.
- John Greely en Night Of The Stormrider.
- Matt Barlow desde Burnt Offerings hasta Tribute to the Gods y desde I Walk among You hasta Festivals of the Wicked.
- Tim "Ripper" Owens desde The Reckoning hasta Framing Armageddon.

Guitarra Solista:
- Jake Dreyer desde 2016 hasta 2021.
- Randall Shawver, desde Enter The Realm hasta Days of Purgatory.
- Larry Tarnowski, desde Something Wicked This Way Comes hasta Tribute to the Gods.
- Ralph Santolla, en The Glorious Burden.
- Troy Seele, desde Framing Armageddon: Something Wicked Part 1 hasta Dystopia.

Bajo:
- Luke Appleton desde 2012 hasta 2021.
- Dave Abell, desde Enter The Realm hasta Days of Purgatory.
- Keith Menser, en The Dark Saga.
- Steve DiGiorgio, en Horror Show.
- James MacDonough, desde Something Wicked This Way Comes hasta Alive in Athens y desde Tribute to the Gods hasta The Glorious Burden.
- Dennis Hayes, en Framing Armageddon.
- Freddie Vidales, desde The Crucible of Man hasta Dystopia.

Teclado:
- Rick Risberg en Alive in Athens.

Batería:
- Jon Dette desde 2013 hasta 2015.
- Greg Seymour en Enter The Realm.
- Mike McGill en Iced Earth.
- Richey Secchiari en Night of the Stormrider.
- Rodney Beasley en Burnt Offerings.
- Mark Prator en The Dark Saga, Something Wicked y Melancholy EP.
- Richard Christy desde Horror Show hasta The Glorious Burden.
- Brent Smedley desde Framing Armageddon hasta Dystopia.
- Raphael Saini en Plagues of Babylon.

## Discografía

### Álbumes
- 1990: Iced Earth
- 1992: Night of the Stormrider
- 1995: Burnt Offerings
- 1996: The Dark Saga
- 1998: Something Wicked This Way Comes
- 2001: Horror Show
- 2002: Tribute to the Gods
- 2004: The Glorious Burden
- 2007: Framing Armageddon
- 2008: The Crucible of Man
- 2011: Dystopia
- 2014: Plagues of Babylon
- 2017: Incorruptible

### Recopilaciones y grabaciones en vivo
- 1997: Days of Purgatory
- 1999: Alive in Athens
- 2001: Dark Genesis
- 2004: The Blessed and The Damned
- 2008: Slave to the Dark
- 2010: Box of the Wicked
- 2013: Live in Ancient Kourion

### EP
- Enter the Realm (1989, demo)
- Melancholy (1999)
- The Reckoning (2003)
- Overture of the Wicked (2007)
- I Walk Among you (2008)

### DVD
- Gettysburg (2005)
- Alive in Athens (2006)
- Festivals of the Wicked (2011)